# Krigsåret 1794

## Pågående krig
- Franska revolutionskrigen (1792-1802)[1], andra koalitionskriget (1798-1801) 
  - Frankrike med flera på ena sidan
  - Österrike, Storbritannien, Ryssland med flera på andra sidan

- Indiankrigen (1622-1918)
  - Diverse stater i Amerika på ena sidan
  - Diverse indainstammar på andra sidan

- Kriget mot ohioindianerna (1785-1795)
  - USA på ena sidan.
  - Västra konfederationen på andra sidan.

## Händelser
- 26 juni – Slaget vid Fleurus

## Födda
- 21 februari – Antonio López de Santa Anna, mexikansk general och president.
- 14 mars – Józef Bem, polsk general.
- 29 december – Ferdinand von Wrangel, rysk amiral.

## Avlidna
- 4 januari – Nicolaus von Luckner tysk fältmarskalk av Frankrike.
- 24 april – Axel von Fersen d.ä., svensk fältmarskalk.
- 23 juli – Alexandre de Beauharnais, fransk general.
- 17 november – Jacques François Dugommier, fransk general.

### Fotnoter
1. ↑  ”World Statesmen”. http://www.worldstatesmen.org/WARS.html. Läst 28 juni 2011.